# Gu Bingfeng
Pour les articles homonymes, voir Gu.
Gu Bingfeng est une joueuse de hockey sur gazon chinoise évoluant au poste de défenseure.

## Biographie
Bingfeng est née le 25 janvier 1994 dans la Province du Liaoning.

## Carrière
Elle a fait partie de l'équipe nationale pour concourir à la Coupe du monde 2018 à Londres. Elle a participé aux Jeux olympiques de Paris en 2024 et a remporté la médaille d'argent.

## Palmarès
- : 3e au Champions Trophy d'Asie en 2018
- : 3e aux Jeux asiatiques en 2018
- : 2e aux Jeux olympiques en 2024